# Siphona multifaria
Siphona multifaria là một loài ruồi trong họ Tachinidae.